# Loch Eriboll
Koordinaten: 58° 31′ 0″ N, 4° 41′ 0″ W

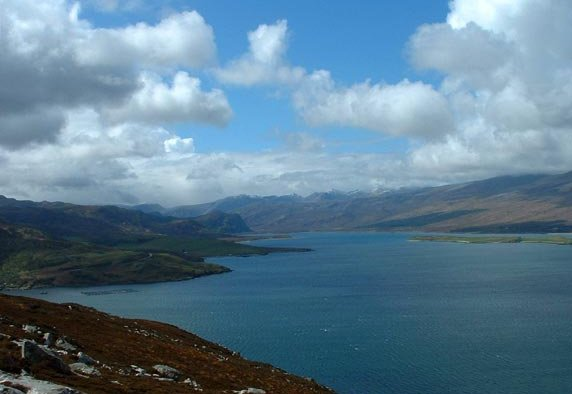
Loch Eriboll

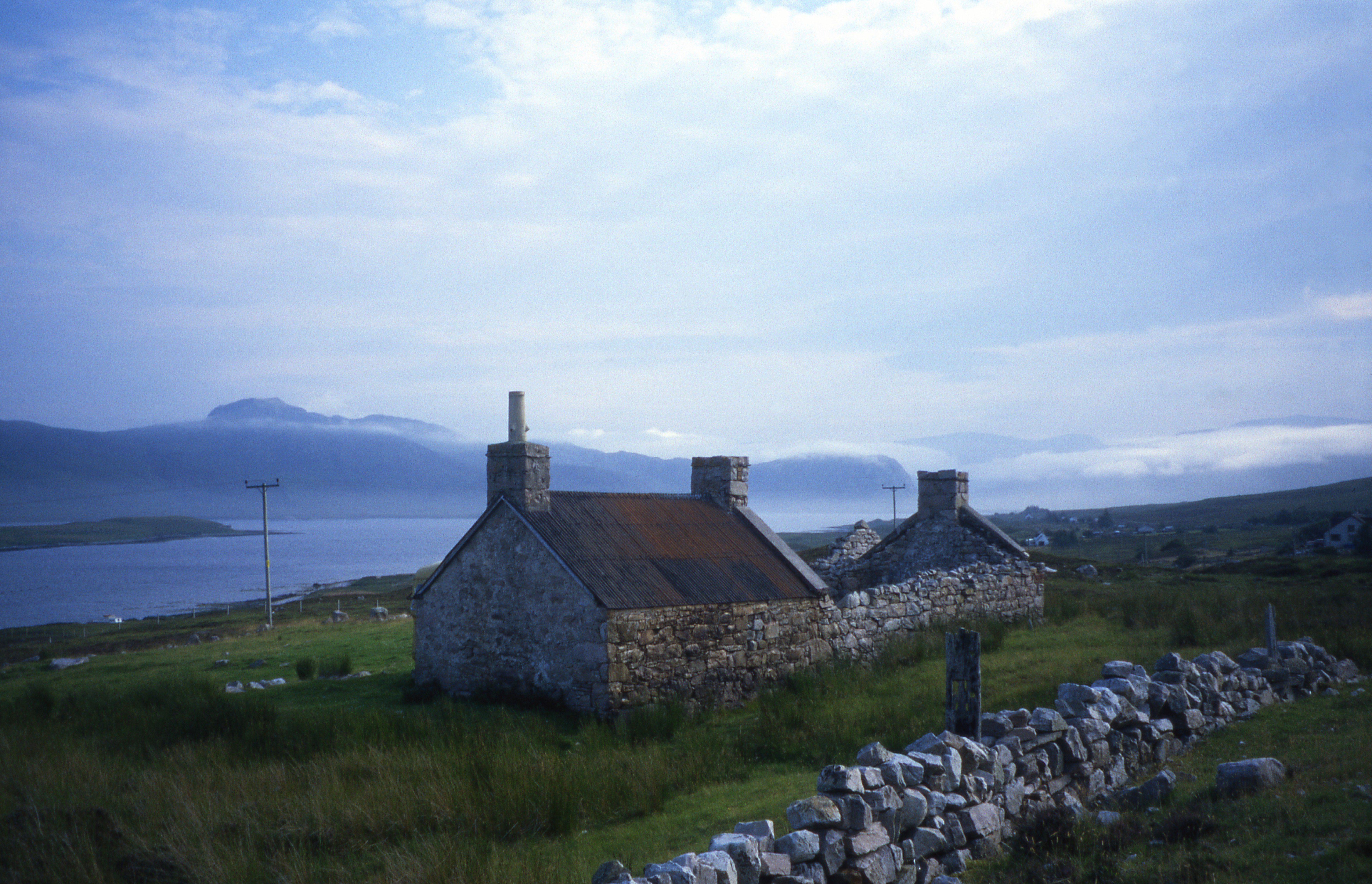
Loch Eriboll

Der Loch Eriboll (gäl.: Loch Euraboil) ist ein 16 km langer und 2–3 km breiter Meeresarm (Förde) in der Grafschaft Sutherland (Highlands) an der schottischen Nordküste. Es wurde Jahrhunderte als Tiefseeankerplatz benutzt, der vor der stürmischen See zwischen Cape Wrath und dem Pentland Firth geschützt liegt. Sein Name leitet sich vom Dorf Eriboll an seiner östlichen Küste ab. In der Umgebung wurden bronze- und eisenzeitliche Reste gefunden; darunter die Souterrains von Portnancon, das Souterrain am Loch Eriboll und das gut erhaltene atlantische Rundhaus Tigh na Fiarnain auf den Hügeln seiner westlichen Küste.

## Geschichte

### Operation Tungsten
Im Februar 1944 wurde die Gegend Schauplatz umfangreicher Trainingsmissionen im Vorfeld der Operation Tungsten, bei der es um einen Angriff auf das deutsche Schlachtschiff Tirpitz ging. Da Loch Eriboll landschaftlich sehr ähnlich der damaligen Operationsbasis der Tirpitz im Kåfjord in Norwegen war, übten die Flugzeugbesatzungen – operrierend vom Luftwaffenstützpunkt Hatston aus – hier den Umgang mit dem Gelände.

### U-Boot Sammelplatz
Bei Ende des Zweiten Weltkriegs wurden die im Nordatlantik befindlichen deutschen U-Boote aufgefordert, das Loch Eriboll anzulaufen, um sich dort den Alliierten zu ergeben. Zwischen dem 10. und dem 25. Mai 1945 fanden sich hier mindestens 33 U-Boote ein, deren Bewaffnung meist an Ort und Stelle demontiert und versenkt wurde. Die Boote wurden in der Operation Deadlight im Atlantik nördlich von Irland versenkt.